# Bobby Vee

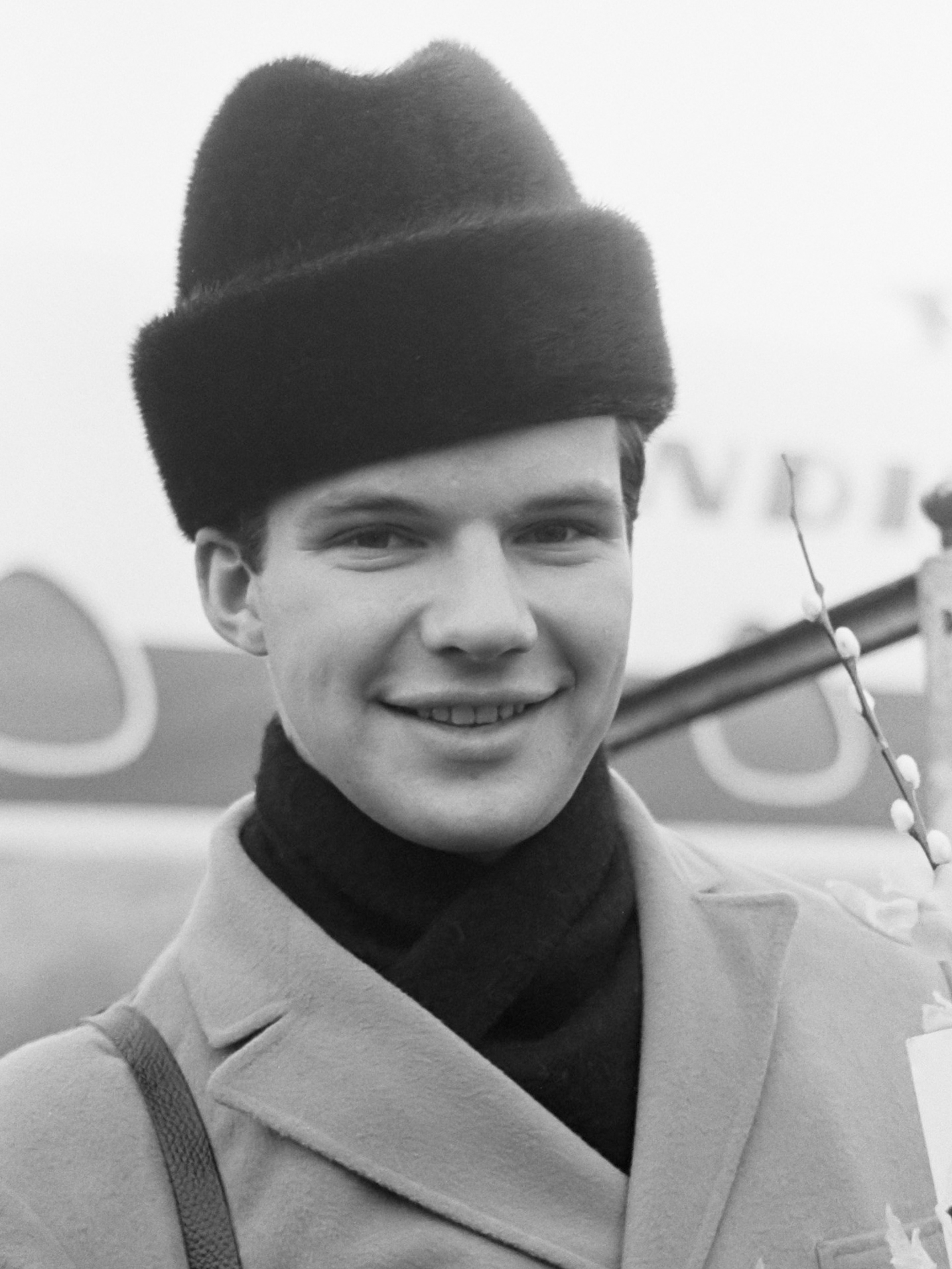
Bobby Vee (1962)

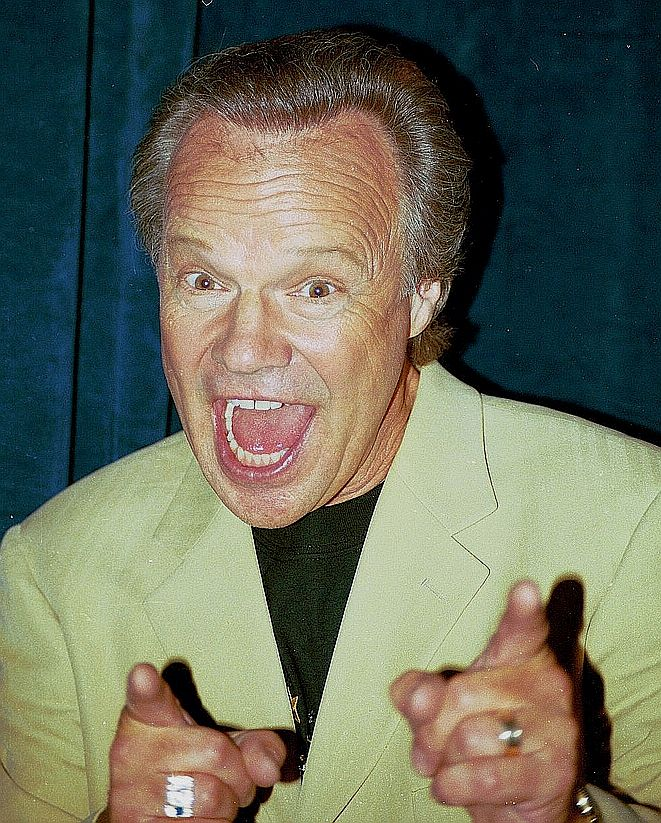
Bobby Vee (1998)

Bobby Vee, eigentlich Robert Thomas Velline, (* 30. April 1943 in Fargo, North Dakota; † 24. Oktober 2016 in Rogers, Hennepin County, Minnesota) war ein US-amerikanischer Rock-’n’-Roll- und Popsänger, der in den 1960er-Jahren mit Songs wie Take Good Care of My Baby Erfolge feierte.
Nach dem Tod von Buddy Holly wurde Vee der Sänger der Band The Shadows (US) und ging mit ihr auf Tournee. Dies war der Beginn von Vees Karriere.

## Biografie
Seine erste Single Susie Baby erschien 1959 bei der kleinen Plattenfirma Soma; als sich jedoch erste regionale Erfolge einstellten, kaufte die Plattenfirma Liberty Vee aus dem Vertrag heraus und im Juni erschien Susie Baby als erste Liberty-Single. Diese Platte sowie die nächsten beiden landeten alle im unteren Viertel der Billboard Hot 100 Charts. Sein Durchbruch gelang ihm erst mit der im August 1960 veröffentlichten Platte Devil or Angel, mit der er Platz 6 der Charts erreichte und für die er seine erste Goldene Schallplatte bekam. Auch seine nächste Platte Rubber Ball wurde vergoldet und erreichte in den US-Charts ebenfalls Platz 6; sie war auch sein erster Erfolg in Großbritannien, wo die Platte auf Platz 3 kam. Mit dem Lied Take Good Care of My Baby aus der Feder von Carole King landete er 1961 einen Nummer-eins-Hit in den USA und in Großbritannien. Sein Nachfolgehit Run to Him schaffte es auf Platz 2. Mit allen 1962 erschienenen Singles schaffte Vee den Sprung in die Top 20, der Titel The Night Has a Thousand Eyes erreichte Anfang 1963 Platz 3. Bis 1970 blieb Vee mit mindestens einem, zumeist mehreren Titeln pro Jahr Dauergast in den Billboard Top 100 Charts, jedoch gelangten die wenigsten der Singles in die Top 40. Ein letzter großer Hit gelang ihm 1967 mit Come Back When You Grow Up, das bis Platz 3 kam. Im gleichen Jahr spielte er Jesse Crawford in dem Musicalfilm C’mon, Let’s Live a Little von David Butler, dessen letzten Film als Regisseur, neben Jackie DeShannon eine Hauptrolle.
Mit Bob Dylan, der vor seinem Durchbruch kurzzeitig in Vees Band spielte, verband ihn eine Freundschaft.
Obwohl ihm ab den 1970er-Jahren kein großer Erfolg mehr beschieden war, stand Bobby Vee bis 2012 regelmäßig auf der Bühne. 2011 wurde bei ihm Alzheimer diagnostiziert. 2014 veröffentlichte er sein letztes Album. Im August 2015 starb seine Ehefrau Karen, mit der er seit 1963 verheiratet war und vier Kinder hatte. Er selbst starb im Oktober 2016 mit 73 Jahren an den Folgen seiner Erkrankung.

## Diskografie

### Alben
| Jahr | Titel                                       | Höchstplatzierung, Gesamtwochen, AuszeichnungChartplatzierungen (Jahr, Titel, Platzierungen, Wochen, Auszeichnungen, Anmerkungen) | Höchstplatzierung, Gesamtwochen, AuszeichnungChartplatzierungen (Jahr, Titel, Platzierungen, Wochen, Auszeichnungen, Anmerkungen) | Anmerkungen |
| Jahr | Titel                                       | UK | US | Anmerkungen |
| ---- | ------------------------------------------- | --- | --- | ----------- |
| 1961 | Bobby Vee                                   | — | US18 (15 Wo.)US |             |
| 1961 | Hits of the Rockin’ 50’s                    | UK20 (1 Wo.)UK | US85 (8 Wo.)US |             |
| 1962 | Take Good Care Of My Baby                   | UK7 (8 Wo.)UK | US91 (14 Wo.)US |             |
| 1962 | Bobby Vee Meets The Crickets                | UK2 (27 Wo.)UK | US42 (23 Wo.)US |             |
| 1962 | A Bobby Vee Recording Session               | UK10 (11 Wo.)UK | US121 (6 Wo.)US |             |
| 1962 | Merry Christmas From Bobby Vee              | — | US136 (3 Wo.)US |             |
| 1962 | Bobby Vee’s Golden Greats                   | UK10 (14 Wo.)UK | US24 (44 Wo.)US |             |
| 1963 | The Night Has A Thousand Eyes               | UK15 (2 Wo.)UK | US102 (6 Wo.)US |             |
| 1963 | Bobby Vee Meets The Ventures                | — | US91 (8 Wo.)US |             |
| 1964 | Bobby Vee Sings The New Sound From England! | — | US146 (2 Wo.)US |             |
| 1967 | Come Back When You Grow Up                  | — | US66 (12 Wo.)US |             |
| 1968 | Just Today                                  | — | US187 (7 Wo.)US |             |
| 1980 | The Bobby Vee Singles Album                 | UK5 Gold · (10 Wo.)UK | — |             |
| 2008 | The Very Best                               | UK18 Silber · (7 Wo.)UK | — |             |

Weitere Alben
- 1960: Bobby Vee sings Favorites
- 1961: Bobby Vee
- 1961: With Things And Strings
- 1961: Take Good Care Of My Baby
- 1962: Merry Christmas From Bobby Vee
- 1963: I Remember Buddy Holly
- 1965: Live! On Tour
- 1967: A Forever Kind Of Love
- 1969: Gates, Grills & Railings
- 1999: Down The Line
- 2002: I Wouldn’t Change A Thing

### Singles
| Jahr | Titel Album                                                          | Höchstplatzierung, Gesamtwochen, AuszeichnungChartplatzierungen (Jahr, Titel, Album, Platzierungen, Wochen, Auszeichnungen, Anmerkungen) | Höchstplatzierung, Gesamtwochen, AuszeichnungChartplatzierungen (Jahr, Titel, Album, Platzierungen, Wochen, Auszeichnungen, Anmerkungen) | Anmerkungen                                     |
| Jahr | Titel Album                                                          | UK | US | Anmerkungen                                     |
| ---- | -------------------------------------------------------------------- | --- | --- | ----------------------------------------------- |
| 1959 | Suzie Baby Bobby Vee’s Golden Greats                                 | — | US77 (4 Wo.)US | B-Seite: Flying High                            |
| 1960 | What Do You Want –                                                   | — | US93 (2 Wo.)US | B-Seite: My Love Loves                          |
| 1960 | Devil or Angel Bobby Vee Sings Your Favorites                        | — | US6 (19 Wo.)US | B-Seite: Since I Met You Baby                   |
| 1960 | Since I Met You Baby Bobby Vee Sings Your Favorites                  | — | US81 (1 Wo.)US | B-Seite von Devil or Angel                      |
| 1960 | Rubber Ball Bobby Vee                                                | UK4 (11 Wo.)UK | US6 (14 Wo.)US | B-Seite: Everyday                               |
| 1961 | Stayin’ In Bobby Vee                                                 | — | US33 (7 Wo.)US | B-Seite: More Than I Can Say                    |
| 1961 | More Than I Can Say Bobby Vee                                        | UK4 (16 Wo.)UK | US61 (5 Wo.)US | B-Seite von Stayin’ In                          |
| 1961 | How Many Tears Bobby Vee with Strings and Things                     | UK10 (13 Wo.)UK | US63 (4 Wo.)US | B-Seite: More Than I Can Say                    |
| 1961 | Take Good Care of My Baby                                            | UK3 (16 Wo.)UK | US1 (15 Wo.)US | B-Seite: Bashful Bob                            |
| 1961 | Run to Him Take Good Care of My Baby                                 | UK6 (15 Wo.)UK | US2 (15 Wo.)US | B-Seite: Walkin’ with My Angel                  |
| 1961 | Walkin’ with My Angel Take Good Care of My Baby                      | — | US53 (9 Wo.)US | B-Seite von Run to Him                          |
| 1962 | Please Don’t Ask About Barbara A Bobby Vee Recording Session         | UK29 (9 Wo.)UK | US15 (11 Wo.)US | B-Seite: I Can’t Say Goodbye                    |
| 1962 | I Can’t Say Goodbye A Bobby Vee Recording Session                    | — | US92 (1 Wo.)US | B-Seite: Please Don’t Ask About Barbara         |
| 1962 | Sharing You A Bobby Vee Recording Session                            | UK10 (13 Wo.)UK | US15 (10 Wo.)US | B-Seite: In My Baby’s Eyes                      |
| 1962 | Punish Her Bobby Vee’s Golden Greats                                 | — | US20 (8 Wo.)US | B-Seite: Someday (When I'm Gone from You)       |
| 1962 | Someday (When I’m Gone from You) Bobby Vee Meets the Crickets        | — | US99 (2 Wo.)US | B-Seite von Punish Her                          |
| 1962 | A Forever Kind of Love A Bobby Vee Recording Session                 | UK13 (19 Wo.)UK | — | B-Seite: Someday (When I'm Gone from You)       |
| 1962 | The Night Has a Thousand Eyes                                        | UK3 (12 Wo.)UK | US3 (14 Wo.)US | B-Seite: Anonymous Phone Call                   |
| 1963 | Charms Golden Greats, Volume 2                                       | — | US13 (10 Wo.)US | B-Seite: Bobby Tomorrow                         |
| 1963 | Bobby Tomorrow –                                                     | UK21 (10 Wo.)UK | — | B-Seite von Charms                              |
| 1963 | Be True to Yourself Golden Greats, Volume 2                          | — | US34 (7 Wo.)US | B-Seite: A Letter from Betty                    |
| 1963 | A Letter from Betty –                                                | — | US85 (2 Wo.)US | B-Seite von Be True to Yourself                 |
| 1963 | Never Love a Robin Golden Greats, Volume 2                           | — | US99 (1 Wo.)US | B-Seite: Yesterday and You                      |
| 1963 | Yesterday and You Golden Greats, Volume 2                            | — | US55 (7 Wo.)US | B-Seite von Never Love a Robin                  |
| 1964 | Stranger in Your Arms –                                              | — | US83 (3 Wo.)US | B-Seite: 1963                                   |
| 1964 | I’ll Make You Mine Bobby Vee Sings the New Sound from England!       | — | US52 (8 Wo.)US | B-Seite: She’s Sorry                            |
| 1964 | Hickory, Dick and Doc Golden Greats, Volume 2                        | — | US63 (8 Wo.)US | B-Seite: I Wish You Were Mine Again             |
| 1965 | Every Little Bit Hurts Golden Greats, Volume 2                       | — | US84 (5 Wo.)US | B-Seite: Pretend You Don’t See Her              |
| 1965 | Pretend You Don’t See Her Golden Greats, Volume 2                    | — | US97 (1 Wo.)US | B-Seite von Every Little Bit Hurts              |
| 1965 | Cross My Heart Golden Greats, Volume 2                               | — | US99 (1 Wo.)US | B-Seite: This Is the End                        |
| 1965 | Keep On Trying Golden Greats, Volume 2                               | — | US85 (5 Wo.)US | B-Seite: You Won’t Forget Me                    |
| 1966 | Look At Me Girl                                                      | — | US52 (8 Wo.)US | B-Seite: Save a Love                            |
| 1967 | Come Back When You Grow Up                                           | — | US3 Gold · (16 Wo.)US | B-Seite: Swahili Serenade                       |
| 1967 | Beautiful People Just Today                                          | — | US37 (7 Wo.)US | B-Seite: I May Be Gone                          |
| 1968 | Maybe Just Today Just Today                                          | — | US46 (6 Wo.)US | B-Seite: You’re a Big Girl Now                  |
| 1968 | Medley: My Girl/Hey Girl Just Today                                  | — | US35 (9 Wo.)US | B-Seite: Just Keep It Up (And See What Happens) |
| 1968 | Do What You Gotta Do                                                 | — | US83 (4 Wo.)US | B-Seite: Thank You                              |
| 1968 | (I’m Into Lookin’ For) Someone to Love Me Gates, Grills and Railings | — | US98 (3 Wo.)US | B-Seite: Thank You                              |
| 1969 | Let’s Call It a Day Girl –                                           | — | US92 (2 Wo.)US | B-Seite: I’m Gonna Make It Up to You            |
| 1970 | Sweet Sweetheart –                                                   | — | US88 (3 Wo.)US | B-Seite: Rock and Roll Music and You            |

Weitere Singles
- 1960: One Last Kiss / Laurie
- 1964: Where Is She / How to Make a Farewell
- 1965: True Love Never Runs Smooth / Hey Little Girl
- 1965: Run Like the Devil / Take a Look Around Me
- 1965: High Coin / The Story Of My Life
- 1966: A Girl I Used to Know / Gone
- 1966: Before You Go / Here Today
- 1969: Jenny Came To Me / Santa Cruz
- 1970: In and Out of Love / Electric Trains and You
- 1970: Woman In My Life / No Obligation
- 1971: Signs / Something to Say
- 1973: Take Good Care Of My Baby (Acoustic) / Every Opportunity
- 1975: Loving You / Saying Goodbye
- 1978: Well All Right / Something Has Come Between Us